# Hiré Football Club
Maillots

Le Hiré FC est un club ivoirien de football basé à Hiré. 
Le club évolue en première division lors de l'année 2010. Lors de cette saison, il se classe dernier du championnat avec 19 points, soit 4 victoires, 7 matchs nuls et 15 défaites.